# Горки (Лихославльский район)
Горки — деревня в Лихославльском районе Тверской области.

## География
Находится в центральной части Тверской области на расстоянии приблизительно 3 км на юго-запад по прямой от районного центра города Лихославль.

## История
Деревня была отмечена как Лисьи Горки ещё на карте Менде, состояние местности на которой соответствует 1848 году. В 1859 году здесь (деревня Новоторжского уезда) было учтено 9 дворов. До 2017 входила в Ильинское сельское поселение Лихославльского района, с 2017 по 2021 в Вёскинское сельское поселение до его упразднения.

## Население
Численность населения: 79 человек (1859 год), 11 (русские 73 %, карелы 27 %) в 2002 году, 13 в 2010.